# Barwnik Castellaniego
Barwnik Castellaniego, pigment Castellaniego (łac. Pigmentum Castellani) – preparat leczniczy o działaniu grzybobójczym, silnie odkażającym, przeciwzapalnym, złuszczającym i wysuszającym. Zawiera fenol, rezorcynol, kwas borowy i fuksynę. Został opracowany i wprowadzony do lecznictwa w 1905 r. przez włoskiego lekarza i mikrobiologa Aldo Castellaniego (1874–1971).

## Zastosowanie
Znajduje zastosowanie głównie w dermatologii. Wskazaniami do stosowania jest miejscowe leczenie grzybic, w tym grzybicy obrębnej pachwin, liszajca zakaźnego i pospolitego, wyprzeń, ropnych chorób skóry, stanów zapalnych. Ze względu na działanie keratolityczne (spowodowane dzięki wysokiemu stężeniu rezorcyny i fenolu) także niekiedy w łuszczycy. Sporadycznie do odkażania niewielkich uszkodzeń powłok skórnych.
Lek przestarzały, stosowany obecnie już tylko wyjątkowo. Toksyczny przy długotrwałym używaniu. Zawiera wysokie stężenie fenolu (4%), przekraczające aktualne zalecenia farmakopealne (Farmakopea Polska IX zaleca maksymalnie stężenie fenolu w preparatach 0,1%).

## Właściwości farmakodynamiczne
Grupa farmakoterapeutyczna: Leki przeciwgrzybicze i odkażające do stosowania zewnętrznego na skórę.
Fenol ma działanie grzybobójcze, działa również bakteriobójczo na wiele drobnoustrojów; działa na bakterie Gram-dodatnie i Gram-ujemne, mykobakterie, wirusy i niektóre grzyby. Mechanizm działania grzybobójczego i odkażającego (przeciwbakteryjnego) fenolu polega na niszczeniu struktur wszystkich komórek (denaturacja białek komórkowych). Rezorcynol w stężeniu obecnym w preparacie (8%) wywiera umiarkowane działanie keratolityczne oraz odkażające i ściągające. Kwas borowy ma działanie bakteriostatyczne i grzybostatyczne (m.in. wobec Candida albicans, Candida krusei). Fuksyna zasadowa jest barwnikiem i pomaga w uwidocznieniu miejsca aplikacji, a także wzmaga działanie grzybobójcze i bakteriobójcze. Etanol i aceton są rozpuszczalnikami, mają też działanie chłodzące i oczyszczające.

## Skład
Substancje czynne:
- fenol (Phenolum) 4 g
- rezorcynol (Resorcinolum) 8 g
- kwas borny (Acidum boricum) 0,8 g

Pozostałe składniki:
- fuksyna zasadowa (Fuchsinum basicum) 0,4 g
- aceton (Acetonum) 3,304 g
- etanol 96% (Aethanolum 96%) 6,304 g
- woda destylowana (Aqua destillata) do 100 g

## Preparaty w Polsce
- Pigmentum Castellani płyn 50 g i 125 g / Chema-Elektromet, Polska[7].

Dawniej preparat był wytwarzany przez Rzeszowskie Zakłady Farmaceutyczne Polfa.